# Dante Uzquiano
Dante Federico Uzquiano Peñarrieta (La Paz, 6 de junio de 1948-) es un músico, vocalista, compositor, poeta, fundador y director de la agrupación boliviana Wara (1972).

## Vida personal
Uzquiano es hijo de Federico Uzquiano Jiménez y Lola Peñarrieta Vallejos, matrimonio con cuatro hijos.
A los 8 años, incursionó en la música y el canto en  diferentes géneros musicales, influenciado por su padre quien era coleccionista de música universal, posteriormente  ingresó en la Sociedad Coral Boliviana, también realizó estudios en la escuela de canto en Buenos Aires, Argentina.

## Vida profesional
Más allá de su reconocida participación en Wara, estudio antropología y arqueología en el Museo Arqueológico de Tihuanaco, haciendo de toda esta experiencia de investigación la fuente base para las composiciones musicales de su grupo.
Sus composiciones fueron inspirados en su vida de investigación en el altiplano boliviano y su relacionamiento con la música autóctona de estas comunidades. En su juventud formó el grupo CONGA, para posteriormente viajar con su música a Argentina. Al regresar a Bolivia forman el grupo TABÚ. Después de un tiempo consolidó con sus compañeros el grupo musical BEATNIKS, con el cual tuvo mucho éxito.
Todas sus composiciones están relacionadas con su permanente labor de investigación y experimentación con la música de la zona andina de Bolivia.

## Agrupación Wara
La  Agrupación Boliviana Wara fue fundada por  Uzquiano el año 1972. Catalogada a inicios de los años setenta como una banda de rock progresivo y teniendo como integrantes iniciales al propio Uzquiano, Omar León, Jorge Cronembold y Carlos Daza. Originalmente el grupo se llamaba “Conga”, nombre que evolucionaría a “Tabú” y que más tarde se consolidaría como “Wara”. El nombre “Wara” viene del término “wara wara”, que a su vez significa “estrella” en idioma aymara. Wara entonces se establecería como el primer grupo de música fusión en Bolivia. Según cuenta Uzquiano; 
“Todos tenían la idea de ponerle un nombre en castellano o inglés, pero yo estaba estudiando antropología y arqueología en el Instituto Nacional de Arqueología (INAR) y se me ocurrió ponerle el nombre en aymara, para identificar que el grupo era netamente boliviano y volvernos exportadores de música”
En sus inicios, cuando interpretaban el folklore boliviano, la dictadura de Hugo Bánzer Suárez los catalogó como incitadores de la rebeldía. Esto debido a los grandes niveles de discriminación y presión militar de aquel entonces, por lo que el grupo tuvo que nacer en la clandestinidad.
La música de Wara llegó a más de veinte países en Europa, Asia, Norteamérica, Centro y Sudamérica. Fue conocida como la banda de Folk Rock más icónica de Bolivia, con 18 discos publicados.
Actualmente, en el grupo Wara permanecen Dante Uzquiano y George Cronembold, como también se han integrado profesores del Conservatorio Nacional y músicos de la Orquesta Sinfónica Nacional.

### Discografía
- El inca 1973
- Maya 1975
- Paya 1976
- Oriental 1977
- Quimsa 1978
- Pusi 1982
- Peska 1989
- Sojta 1992
- Paqallku 1999
- El inka (reedición) 2001
- Wasitat hikisiñasawa 2001
- Antología criolla
- Maya Hichhaningua hikjatata (reedición de Maya)
- Wara sinfónica 2001 (DVD)
- Pusitunka marani no 2013 (DVD)
- Kimsaqallku 2015

## Temas de su autoría
- Aymara
- Kenko, (tierra de piedra) un relato vivido, es una vivencia
- Wara(primeras composiciones)
- Wara, Kenko, Altiplano, Coca, Aymara, Encontrarte y Gracias Darte, Mil Nombres, Nacimiento(letra), Chapaco, Indio joven, Agua Clara, Mi Regreso, Ha Yungas, Buen día Señor, Por toda la Vida(letra).

## Poesía
- A la espera